# Kanopos

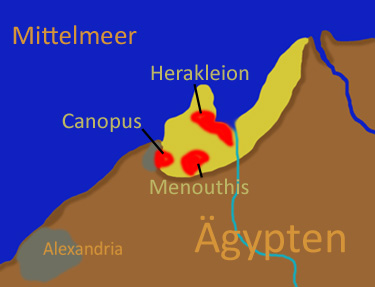
Karta över norra Egypten med städerna Kanopos, Herakleion och Menouthis

Kanopos (latin Canopus) var en stad i det antika Egypten vid västra Nilmynningen, nordöst om Alexandria, för vars innevånare den var en omtyckt utflyktsort. 
Kanoposdekretet, en på egyptiska och grekiska avfattad text, innehåller ett beslut om gudomlig dyrkan av Ptolemaios IV och V och har varit av grundläggande betydelse för studiet av hieroglyferna.